# Championnat du Paraguay féminin de football
Le championnat du Paraguay est une compétition féminine de football rassemblant les meilleures équipes du Paraguay.

## Palmarès
| Saison | Champion                        |
| ------ | ------------------------------- |
| 1997   | Nacional (tournoi expérimental) |
| 1998   | pas organisé                    |
| 1999   | Universidad Autónoma            |
| 2000   | Nacional                        |
| 2001   | pas organisé                    |
| 2002   | Real Sajonia                    |
| 2003   | Universidad Autónoma            |
| 2004   | Universidad Autónoma            |
| 2005   | Universidad Autónoma            |
| 2006   | Universidad Autónoma            |
| 2007   | Cerro Porteño                   |
| 2008   | Universidad Autónoma            |
| 2009   | Universidad Autónoma            |
| 2010   | Universidad Autónoma            |
| 2011   | Universidad Autónoma            |
| 2012   | Cerro Porteño                   |
| 2013   | Cerro Porteño                   |
| 2014   | Cerro Porteño                   |
| 2015   | Sportivo Limpeño                |
| 2016   | Sportivo Limpeño                |
| 2017   | Cerro Porteño                   |
| 2018   | Cerro Porteño                   |
| 2019   | Club Libertad Limpeño           |
| 2020   | non disputé                     |
| 2021   | Cerro Porteño                   |
| 2022   | Olimpia                         |
| 2023   | Olimpia                         |
| 2024   | Club Libertad                   |

## Bilan par clubs
inclus 1997
- 9 titres : Universidad Autónoma
- 7 titres : Cerro Porteño
- 4 titres : Club Libertad Limpeño (dont 2 titres acquis par Sportivo Limpeño)
- 2 titres : Nacional, Olimpia
- 1 titre : Real Sajonia